# Pappelstadion
Das Pappelstadion ist ein Fußballstadion in der österreichischen Stadt Mattersburg, Burgenland. Es war bis zur Insolvenz des Fußballvereins infolge des Bilanzskandals rund um die Commerzialbank Mattersburg 2020 die Heimspielstätte des SV Mattersburg und fasst heute insgesamt 9000 Zuschauer. Nach dem Ausscheiden des SVM aus dem Profifußball wurde das Stadion etwas zurückgebaut. Die Stahlrohrtribünen auf der Gegengerade und hinter dem Tor (ehemaliger Gästesektor) wurden genauso wie die Bestuhlung verkauft. Gegenwärtig nutzt der Mattersburger Sportverein 2020 das Fußballstadion.

## Geschichte

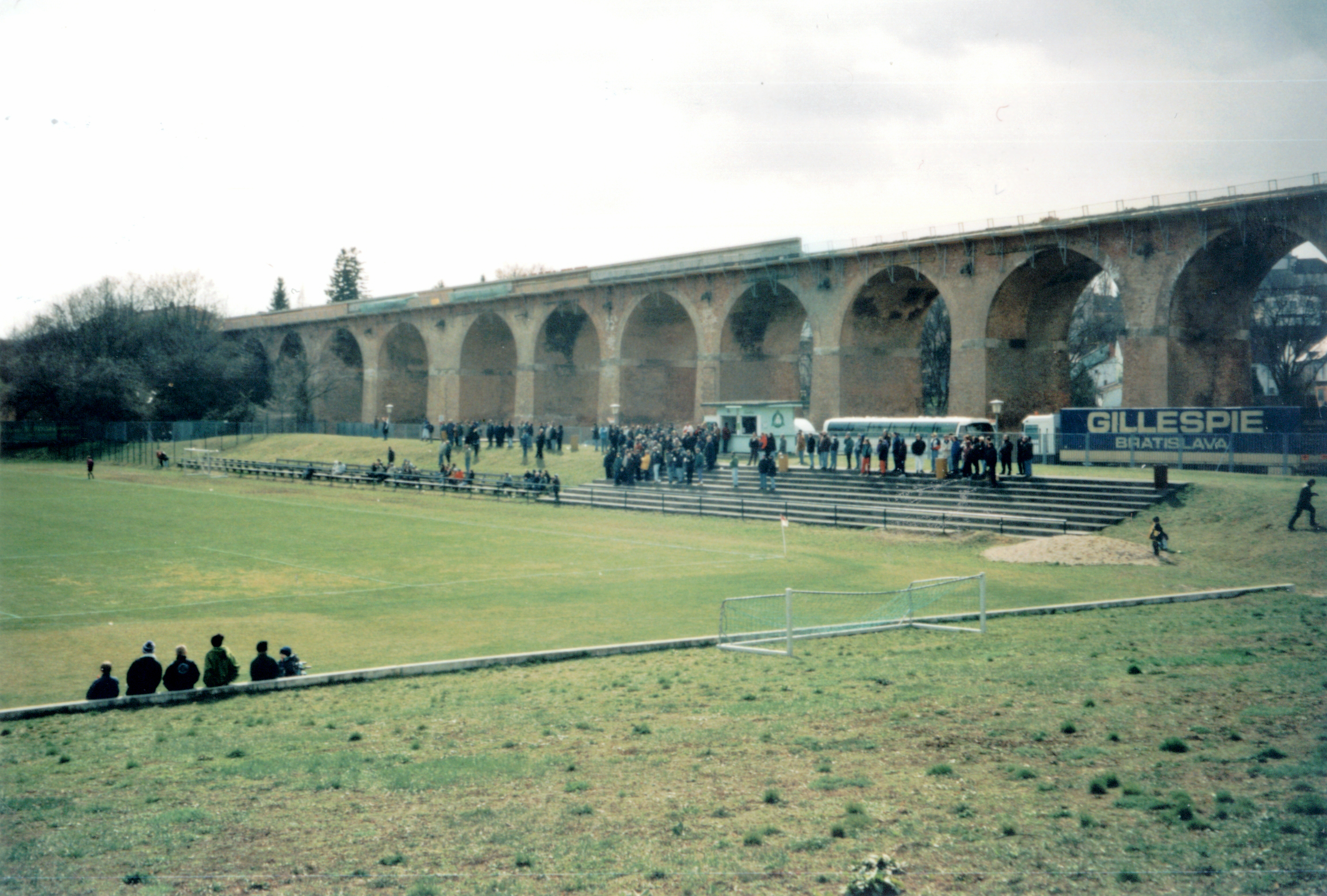
Das Pappelstadion im Frühling 1998 vor dem Bau der großen Haupttribüne

Das Mattersburger Pappelstadion wurde 1952 im Rahmen der Feierlichkeiten zum 30-jährigen Bestehen des Vereines eröffnet. Zum damaligen Großereignis wurde der österreichische Rekordmeister SK Rapid Wien geladen, der im mit 7000 Zusehern dicht gefüllten Anlage trotz verhaltener Spielweise standesgemäß 9:3 siegte. Die multifunktionelle Sportanlage liegt eingebettet in ein Sport- und Freizeitzentrum neben dem Mattersburger Schwimmbad. Charakteristisch sind die zahlreichen Pappelbäume, die das Areal umranden und die dem Stadion seinen Namen gaben.
Legendär für das mit einer Schlackenbahn ausgestattete Stadion waren auch die ursprünglich dort ausgetragenen Speedway-Rennen. Lokalmatadore wie Josef Kamper, Josef Bössner, Alfred Rinzner, oder Wilfried und Erich Luther zogen dabei tausende Besucher an.

## Umbaumaßnahmen
Anfang des 21. Jahrhunderts wurde das Pappelstadion im Zuge mehrerer Renovierungsphasen modernisiert. Unter der Ära von Obmann Martin Pucher wurden 2001 die Laufbahn entfernt sowie die große Haupttribüne und die Flutlichtanlage errichtet, als der SVM in der zweiten Spielklasse spielte. Anlässlich des Bundesligaaufstieges 2003 wurden zwei weitere ungedeckte Tribünen aufgestellt, womit sich die Stadionkapazität auf 17.100 Plätze erhöhte. Darüber hinaus wurde zur Bewirtung der V.I.P.-Gäste ein Zelt errichtet.
Am 9. April 2003 wurde beim ÖFB-Cup-Viertelfinalspiel gegen den Grazer AK mit 18.600 Zuschauern ein neuer burgenländischer Zuschauerrekord aufgestellt, welcher bis heute gültig ist. Der SV Mattersburg siegte mit 1:0.
Von Juni bis Juli 2007 wurde die Haupttribüne umgebaut, wobei die Kapazität der Sitzplätze erhöht wurde, um das Pappelstadion für Europacupspiele tauglich zu machen. Seither beschränkt sich die Gesamtkapazität des Stadions auf 15.700 Plätze.

## Tribünen
Die 2001 erbaute Haupttribüne ist der einzig überdachte Bereich des Stadions. Auf der gegenüberliegenden Seite befindet sich eine kleinere unüberdachte V.I.P.-Tribüne mit dahinterliegendem V.I.P.-Zelt. Im Bereich dieser Tribüne stehen zudem Kameratürme für Fernsehübertragungen. Auf der Nordseite befindet sich ein Stehplatzbereich auf einem Graswall, im Süden steht eine Stahlrohrtribüne mit Stehplätzen, auf der auch die Gästefans untergebracht sind. Die aktiveren Heimfans stehen in einem Eckblock zwischen Haupttribüne und dem Graswall. Weitere kleinere Stehplatzbereiche befinden sich im Eckbereich zwischen Haupttribüne und Gästeblock und am oberen Rand der Haupttribüne. Der Eigentümer des Stadions ist seit 2021 die Stadt Mattersburg.

## Lage
Das Pappelstadion liegt im Osten der Stadt direkt neben dem Mattersburger Viadukt, einem 1847 eröffneten Eisenbahnviadukt von 284 Metern Länge, das als Wahrzeichen der Stadt Mattersburg gilt. Die Bahnhöfe Mattersburg Nord und Mattersburg der Bahnstrecke Wiener Neustadt–Sopron liegen jeweils etwa 300 Meter nördlich bzw. südlich des Stadions.